# 보철

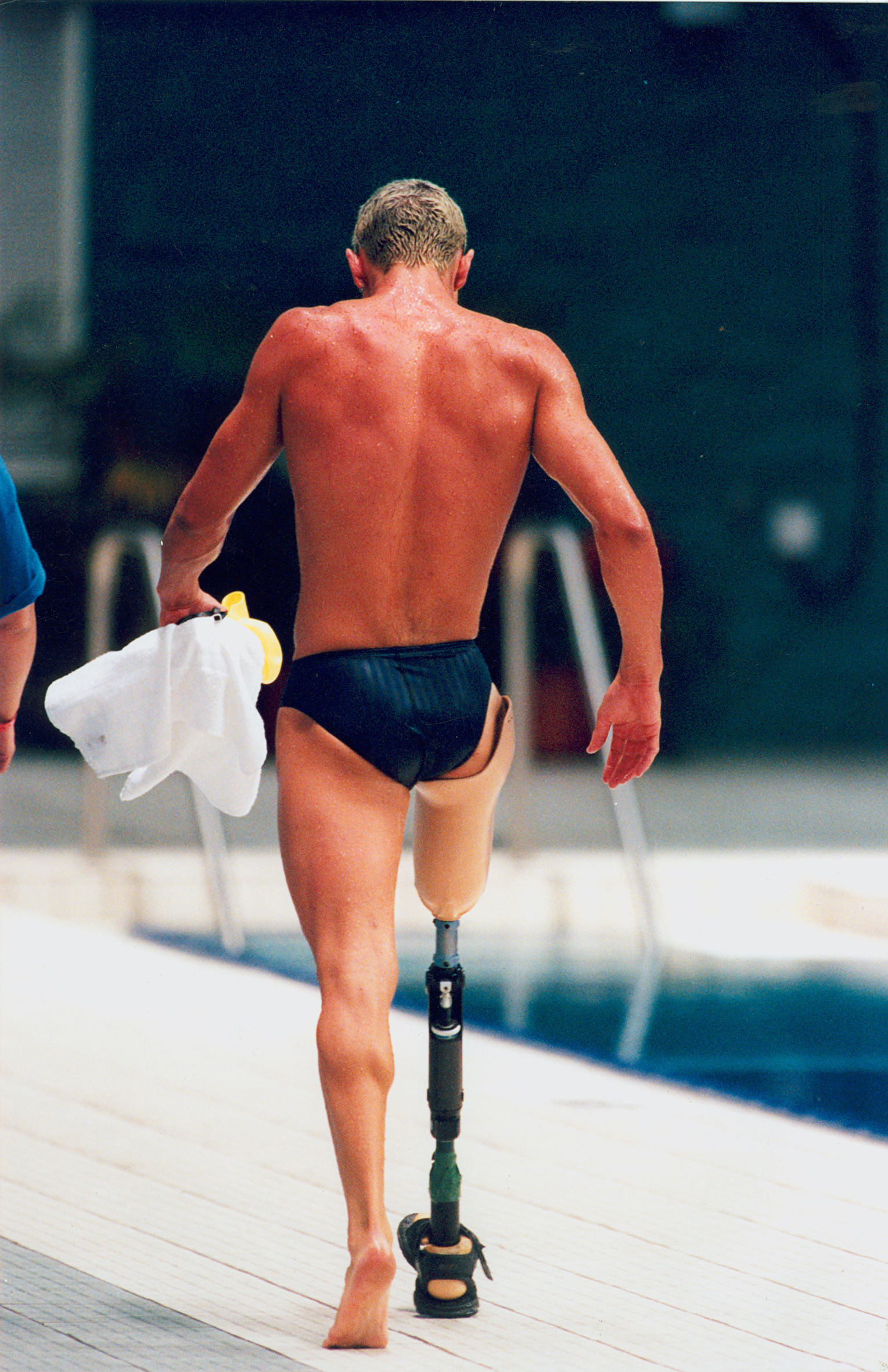
의족을 착용하고 있는 사람

보철(補綴, prosthesis, 인공삽입물, 보형물, 의지)은 빠진 장기를 위한 인공적인 대체물로, 의지, 의안, 치과 보철물 등이 있다.

## 같이 보기
- 인공 심장
- 생체공학
- 사이버네틱스
- 사이보그
- 로봇 팔
- 트랜스휴머니즘
- 인공 처녀막

1. ↑  대한의협 의학용어 사전 https://www.kmle.co.kr/search.php?Search=prosthesis&EbookTerminology=YES&DictAll=YES&DictAbbreviationAll=YES&DictDefAll=YES&DictNownuri=YES&DictWordNet=YES